# الشويخ (جزيرة)
جزيرة الشِّويخ  أو جزيرة عكّاز أو جزيرة القرين هي جزيرة كويتية صغيرة، تعرف اليوم باسم المنطقة الحرة وميناء الشويخ. كانت تقع شمال غرب ميناء الشويخ ملاصقة لساحل الجون الجنوبي وتبعد عن الساحل حوالي كيلو متر واحد، ومساحتها حوالي اثنى عشر ألف متر مربع، وتربتها طينية رملية، تتخللها عدة تلال أحدها يبلغ ارتفاعه 27 قدما. وقد ضاعت معالم الجزيرة في الوقت الحاضر بسبب الامتداد الذي شمل ميناء الشويخ وردم البحر الفاصل بينهما.

## آثار الجزيرة
وجدت البعثات التنقيبية المهتمة بالآثار حول تلال الجزيرة كسر متناثرة من الفخار والأحجار التي استعملت قديما في البناء، والتي اتضح أن بعضها يعود إلى الألف الثاني قبل الميلاد، ويعود إلى العصور البرونزية، والبعض الآخر يعود إلى الفترة الإسلامية.